# St. Jakobus (Prittriching)

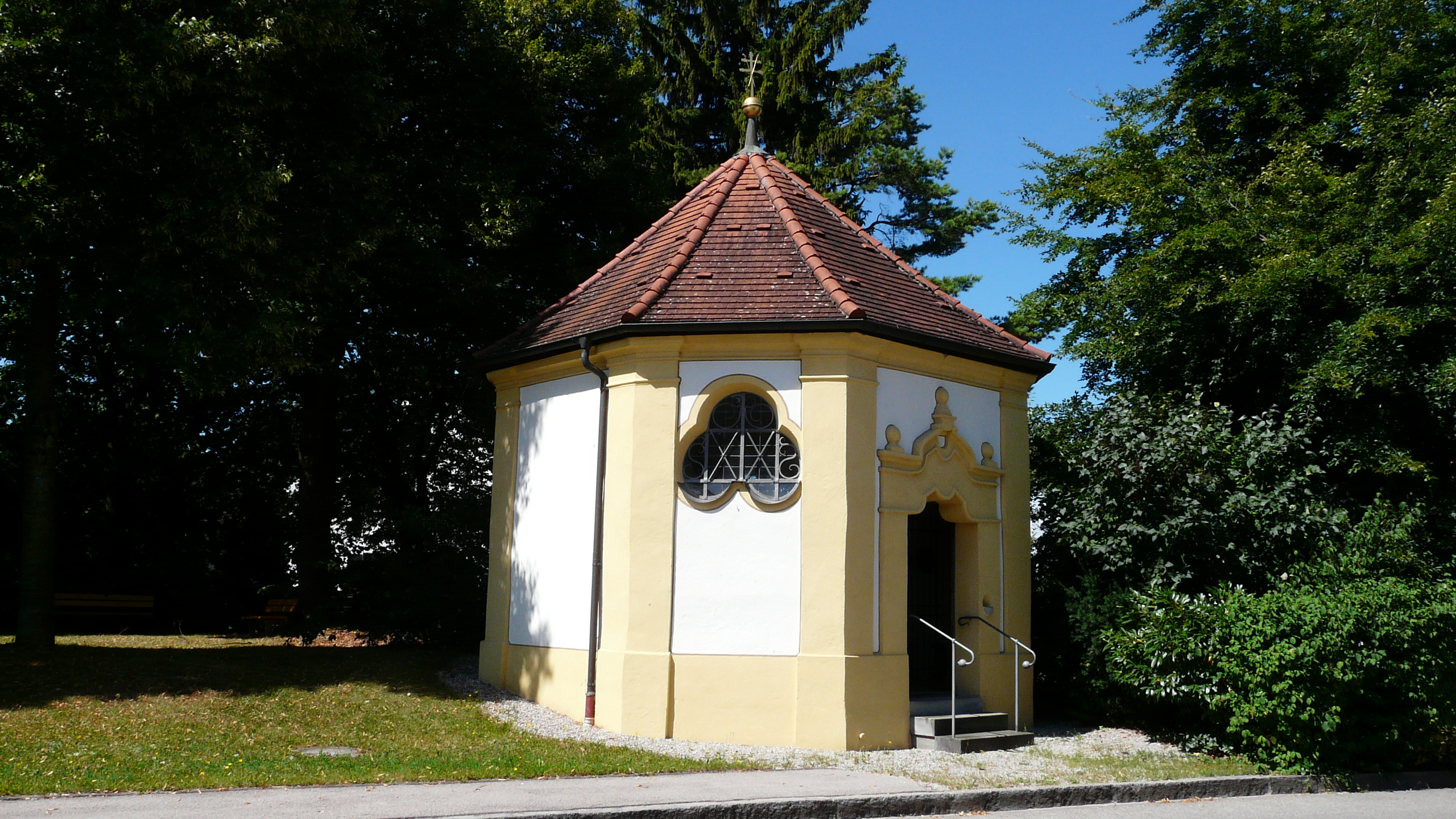
St. Jakobus in Prittriching

Die römisch-katholische Kapelle St. Jakobus steht in Prittriching, einer Gemeinde im oberbayerischen Landkreis Landsberg am Lech. Sie ist in der Liste der Baudenkmäler in Prittriching unter der Nr. D-1-81-134-6 eingetragen. Die Kapelle gehört zum Bistum Augsburg.

## Beschreibung
Der achteckige barocke Zentralbau wurde 1756 errichtet. Er ist mit einem Zeltdach bedeckt. Das  Portal befindet sich an der Hauptstraße.